# Эллиотт, Дэвид Джеймс
Дэвид Джеймс Эллиотт (англ. David James Elliott; род. 21 сентября 1960) — американский актёр канадского происхождения, наиболее известный по главной роли в сериале CBS «Военно-юридическая служба» (1995—2005).

## Ранняя жизнь
Дэвид Джеймс Эллиотт родился под именем Дэвид Уильям Смит в Милтон, Онтарио, Канада. Он бросил среднюю школу Милтона в последний год обучения и в девятнадцать лет решил стать рок-звездой. Когда его планы не осуществились он вернулся в школу и получил образование. Позже он окончил Университет Райерсона в Торонто.

## Карьера
Он переехал в Лос-Анджелес и взял сценический псевдоним Дэвид Джеймс Эллиотт, из-за того, что уже был актёр по имени Дэвид Смит. В 1986 году он дебютировал на экране с небольшой роли в фильме «Полицейская академия 3: Переподготовка», а после получил роль в популярном телесериале того времени «Тихая пристань». В начале девяностых он появился в таких сериалах как «Мелроуз Плейс» и «Сайнфелд». В 1992 году он женился на актрисе Нэнси Чэмберс, у них двое детей.
В 1995 году Эллиот получил роль Хармон Рэбба в телесериале «Военно-юридическая служба», которую он исполнял последующие десять лет. После он появился в сериале «Рядом с домом» (2005—2007). В 2010 году он снялся в недолгом сериале «Мошенники» с Вирджинией Мэдсен, заменив Нила Макдонафа, который отказался сниматься обнаженным в сериале. После он появился в сериале «C.S.I.: Место преступления Нью-Йорк». В 2012 году Эллиот получил роль мужа героини Кристин Ченовет в сериале ABC «Благочестивые стервы».
В 2015 году Эллиот сыграл Джона Уэйна в фильме «Трамбо».